# Mohamed El Mehdi Lili
Mohamed El Mehdi Lili (ar. محمد المهدي ليلي; ur. 22 września 1995) – algierski judoka. Olimpijczyk z Paryża 2024, gdzie zajął siedemnaste miejsce w wadze ciężkiej.
Uczestnik mistrzostw świata w 2017 i 2024. Startował w Pucharze Świata w latach 2022-2024. Triumfator igrzysk afrykańskich w 2023 i piąty w 2019. Zdobył sześć medali na mistrzostwach Afryki w latach 2016-2024. Triumfator igrzysk panarabskich w 2023. Brązowy medalista MŚ wojskowych w 2016 roku.